# Derek de Lint

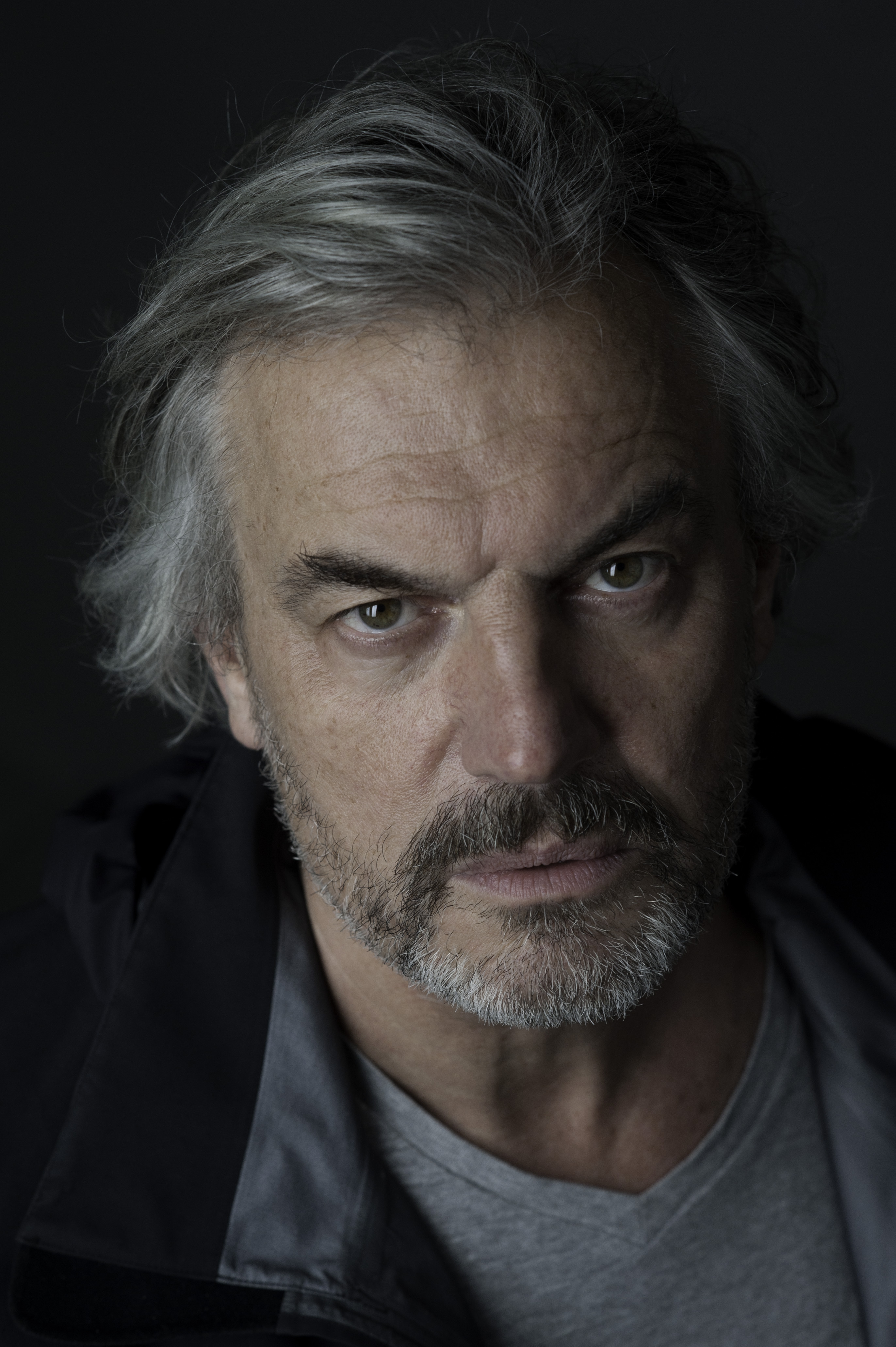
Derek de Lint

Dick Hein „Derek“ de Lint (* 17. Juli 1950 in Den Haag) ist ein niederländischer Schauspieler.

## Leben
Derek de Lint studierte an der Kunstakademie in Enschede und später an der Kleinkunstakademie in Amsterdam.
Seine erste Filmrolle bekam er in dem Film Barocco aus dem Jahre 1976. Im Jahre 1977 spielte er in dem Paul Verhoeven Film Der Soldat von Oranien die Rolle des Alex. Im Jahre 1986 übernahm de Lint die Rolle des Anton Steenwijk in dem Film Der Anschlag, der im Jahr 1987 einen Oscar für den besten fremdsprachigen Film gewann. 2006 spielte er in Verhoevens Black Book als Gerben Kuipers.
In Deutschland ist de Lint besonders für die Rolle des Franz in Die unerträgliche Leichtigkeit des Seins sowie durch die Fernsehserie Poltergeist – Die unheimliche Macht bekannt geworden.

## Filmografie (Auswahl)
- 1977: Der Soldat von Oranien (Soldaat van Oranje)
- 1980: The Lucky Star
- 1984: Bastille
- 1986: Der Anschlag (De aanslag)
- 1987: Noch drei Männer, noch ein Baby (Three Men and a Baby)
- 1988: Gesprengte Ketten – Die Rache der Gefangenen (Great Escape II: The Untold Story)
- 1988: Zeit der Dunkelheit (Stealing Heaven)
- 1988: Die unerträgliche Leichtigkeit des Seins (The Unbearable Lightness of Being)
- 1989–1990: China Beach (Fernsehserie, 9 Folgen)
- 1991: Glühender Himmel (The Burning Shore)
- 1993: Die Sonne über dem Dschungel (Venti da Sud)
- 1994: New York Cops – NYPD Blue (NYPD Blue, Fernsehserie, Folge 1x19)
- 1995: Lang lebe die Königin (Lang Leve de Koningin)
- 1996–1999: Poltergeist – Die unheimliche Macht (Poltergeist: The Legacy, Fernsehserie, 87 Folgen)
- 1998: Deep Impact
- 1999–2000: Outer Limits – Die unbekannte Dimension (The Outer Limits, Fernsehserie, Folgen 5x21, 6x05)
- 2001: Soul Assassin – Spur in den Tod
- 2001: Superstition – Spiel mit dem Feuer (Superstition)
- 2002: Alias – Die Agentin (Alias, Fernsehserie, Folgen 2x09–2x10)
- 2002: Tom & Thomas
- 2004: Navy CIS (Navy NCIS, Fernsehserie, Folge 1x10)
- 2005: The L Word – Wenn Frauen Frauen lieben (The L Word, Fernsehserie, Folge 2x02)
- 2005–2025: Feine Freundinnen (Gooische vrouwen, Fernsehserie, 50 Folgen)
- 2005: Into the West – In den Westen (Into the West, Mini-Serie, Folge 1x02)
- 2006: Unbekannter Anrufer (When a Stranger Calls)
- 2006: Black Book
- 2008: Der Brief für den König (De Brief voor de Koning)
- 2008–2010: Deadline (Fernsehserie, 24 Folgen)
- 2010–2014: Bloedverwanten (Fernsehserie, 32 Folgen)
- 2011: Silent Witness (Fernsehserie, Folgen 14x09–14x10)
- 2011: Nova Zembla – Unbekanntes Land (Nova Zembla)
- 2012: Tears of Steel (Kurzfilm)
- 2012: Painless – Die Wahrheit ist schmerzhaft (Insensibles)
- 2013: Mitten in der Winternacht (Midden in De Winternacht)
- 2013: Daglicht
- 2015: Geheimcode M (Code M)
- 2015: Der Admiral – Kampf um Europa (Michiel de Ruyter)
- 2015: Crossing Lines (Fernsehserie, Folge 3x12)
- 2016: Familieweekend
- 2016: The White King
- 2016: Zwarte Tulp (Fernsehserie, 12 Folgen)
- 2018: Pfad des Kriegers (Redbad)
- 2018: Berlin Station (Fernsehserie, Folge 3x01)
- 2019: Geub (Fernsehserie, 7 Folgen)
- 2022: Jack Ryan (Fernsehserie, 4 Folgen)
- 2024: The Ice Cream Man (Kurzfilm)